# Friedrich Gottlob Hayne
Friedrich Gottlob Hayne (Jüterbog; 18 de marzo de 1763-28 de abril de 1832) fue un botánico, farmacéutico y profesor universitario alemán.
De 1778 a 1796 fue farmacéutico en Berlín; para luego comenzar trabajos de Botánica con Carl Ludwig Willdenow.
En 1797 continúa trabajando en Prusia.
De 1801 a 1808 trabaja en Schönebeck (Elbe) como asistente en la Königlichen Preußischen Chemischen Fabrique (Hermania), y en 1793 con el farmacéutico Carl Samuel Hermann instalan la primera industria química alemana. Y para esa época en Schönebeck, examina las mejores construcciones para la fábrica, mientras aún tiene tiempo para recolectar flora.
Debido al Tratado de paz de Tilsit de 1807, el Imperio Prusiano pierde la mitad de su territorio. Hayne se muda en 1808 a Berlín. A partir de 1811 es docente de Botánica, de la Universidad de Berlín.
En 1814 oposita y gana la cátedra de profesor extraordinario. Y luego de largos años de enseñar, recién en 1828 es profesor de Botánica Farmacéutica. Realiza frecuentes excursiones botánicas.
Hayne realiza 600 ilustraciones de plantas representativas de interés farmacéutica.

## Obra
- Termini botanici iconibus illustrati, oder botanische Kunstsprache durch Abbildungen erläutert. 2 vols., 1799–1812, Neuausgabe 1817
- Botanisches Bilderbuch für die Jugend und Freunde der Pflanzenkunde. 5 vols., 1798–1819, junto con Friedrich Dreves
- Getreue Darstellung und Beschreibung der in der Arzneykunde gebräuchlichen Gewächse wie auch solcher, welche mit ihnen verwechselt werden können (Representaciones y descripciones de las plantas usuales en Arzneykunde y de los errores presentados). 11 vols., 1805–1846 (y continuado por Johann Friedrich Brandt, Julius Theodor Christian Ratzeburg y Johann Friedrich Klotzsch)
- Getreue Darstellung und Beschreibung der in der Technologie gebräuchlichen Gewächse ("Representaciones y descripciones de las plantas usuales en tecnología " . 1809
- Abbildungen der deutschen Holzarten. 2 vols. con 216 ilustraciones coloreadas a mano, 1810–1920, junto con Friedrich Guimpel y Carl Ludwig Willdenow.
- Abbildungen der fremden, in Deutschland ausdauernden Holzarten ( Imágenes e Ilustraciones de diferentes maderas nativas y exóticas. 24 textos de ejercicio y 144 ilustraciones coloreadas, 1819–1830, junto con Friedrich Guimpel y Cristoph Friedrich Otto
- Dendrologische Flora oder Beschreibung der in Deutschland im Freien ausdauernden Holzgewächse, ein Handbuch für Kameralisten, Forstmänner, Gartenbesitzer, Landwirthe … (" Flora Dendrológica o descripción de árboles maderables de Alemania, y un manual de listas, forestaciones, dueños de jardines) . 1822.

## Honores
Miembro honorario
- Gesellschaft Naturforschender Freunde zu Berlin (Sociedad de Amigos de la Ciencia Natural de Berlín). Su título era „Prof. Dr. phil.“.

- La abreviatura «Hayne» se emplea para indicar a Friedrich Gottlob Hayne como autoridad en la descripción y clasificación científica de los vegetales.[1]